# Cultura (revistă)
Revista Cultura este numele unei publicații culturale apărute la Cluj în 1924 sub direcția lui Sextil Pușcariu. Din 2003 o publicație cu același nume a fost înființată în București, sub conducerea prozatorului de origine transilvăneană Augustin Buzura.

## RevistaCulturaîn perioada interbelică
1924 ianuarie – apare la Cluj (până în iulie 1924, patru nr. în total) revista Cultura. Științe – Literatură – Arte, cu articole publicate în limbile română, maghiară, franceză și germană. Director: Sextil Pușcariu; secretar de redacție: dr. Valeriu Bologa; comitetul de redacție este alcătuit din: Yves Auger (pentru partea franceză), Lucian Blaga (pentru partea română), György Kristóf (pentru partea maghiară) și Oskar Netoliczka (pentru partea germană). Publicatia își propune „să creeze o legatură între trei etnii diferite în esență, dar unite în nobile interese comune”. Printre colaboratorii revistei se numără: Octavian Goga, Nicolae Iorga, Sextil Pușcariu (Impresii de la Liga Națiunilor), Ioan Lupaș (Semicentenarul morții lui Andrei Șaguna), precum și poetul maghiar Ady Endre, George Vâlsan, George Oprescu și alții.

## RevistaCulturadupă 2003
Fără a reprezenta o continuare directă a publicației interbelice clujene, revista Cultura își reia apariția în 2003 în cadrul Institutului Cultural Român, înlocuind în structura ICR revista Dilema, desființată din cauza unor dispute între redacție și conducerea Institutului. 
Din redacția revistei Cultura în 2004-2005 făceau parte Cristian Teodorescu (redactor-șef), Dorin Liviu-Bîtfoi, Cristina Rusiecki, Cătălin Sturza, Adriana Mocca, Claudia Tița (secretar general de redacție), Florina Pârjol, Cornelia Maria Savu, Cătălin D. Constantin, Adrian Majuru și Nicu Ilie (art design). Apariția publicației a fost suspendată în 2005, după ce la conducerea ICR a fost numit Horia-Roman Patapievici.

## RevistaCultura, serie nouă
La finalul lui 2005, revista Cultura și-a reluat apariția în cadrul Fundației Culturale Române, sub președinția academicianului Augustin Buzura.
Din actuala echipă redacțională fac parte: Angela Martin, Mihai Iovănel, Cristina Rusiecki, Cornelia Maria Savu, Cătălin D. Constantin, Cătălin Sturza, Teodora Dumitru, Nicu Ilie (art design) și Andrei Terian. Lista colaboratorilor include nume cu mare notorietate: Eugen Simion, Claude Karnoouh, Principele Radu al României, Daniel Cristea-Enache, Mircea Iorgulescu, Vasile Dîncu, Dan Berindei, Alfred Bulai, Bogdan Duca, Cornel Dinu, Costin Popa, C. Stănescu, Mihaela Grancea, Mihai Fulger, Dan Burcea ș.m.a. Secțiunile publicației sunt: cultura literară, cultura politică, epoca noastră, cultura cinema, arte și media, cultura istoriei și sensuri&nonsensuri.